# Schluchsee (comune)
Schluchsee è un comune tedesco di 2 489 abitanti, situato nel land del Baden-Württemberg.

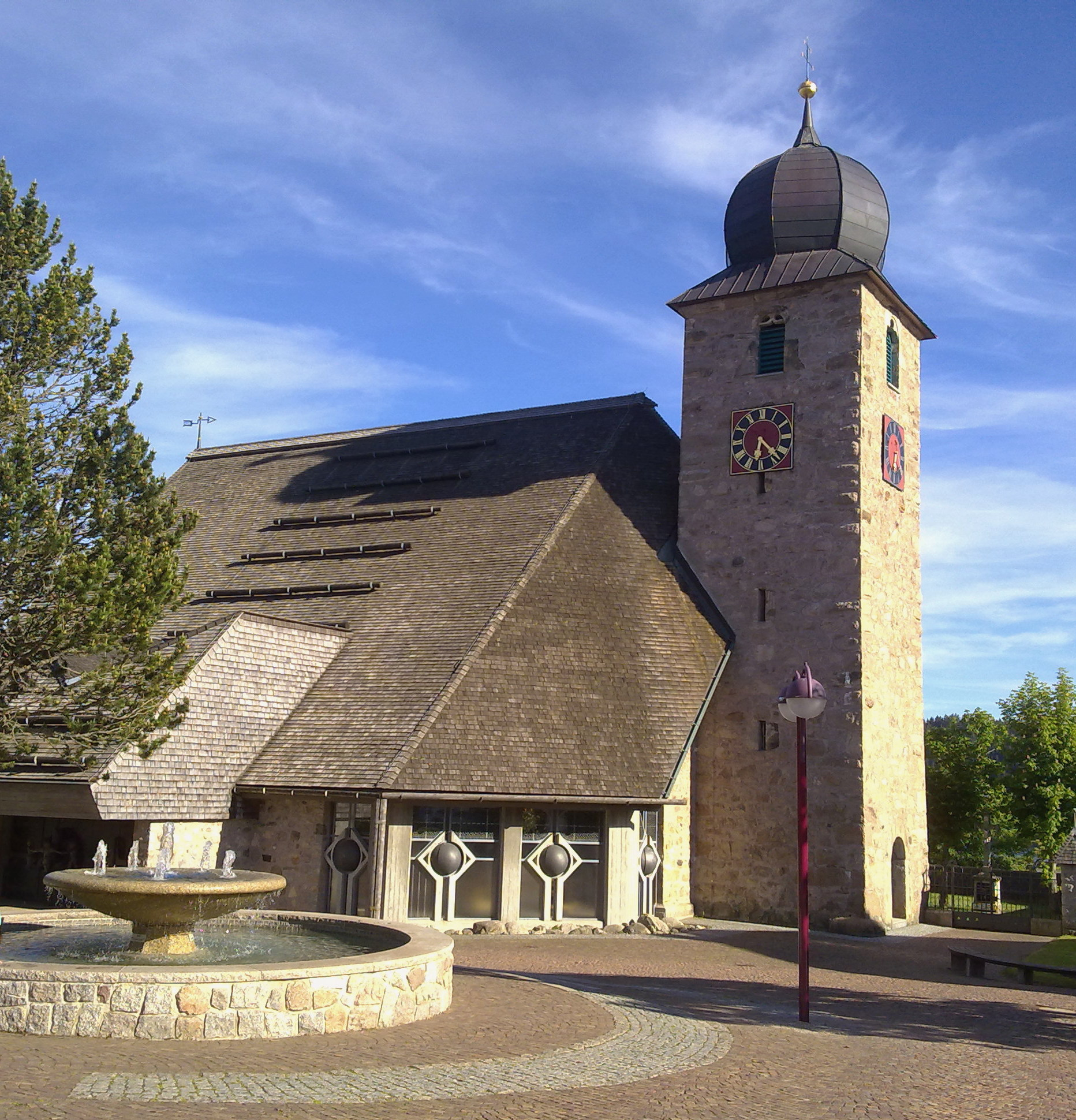
La chiesa parrocchiale di San Nicola

## Amministrazione

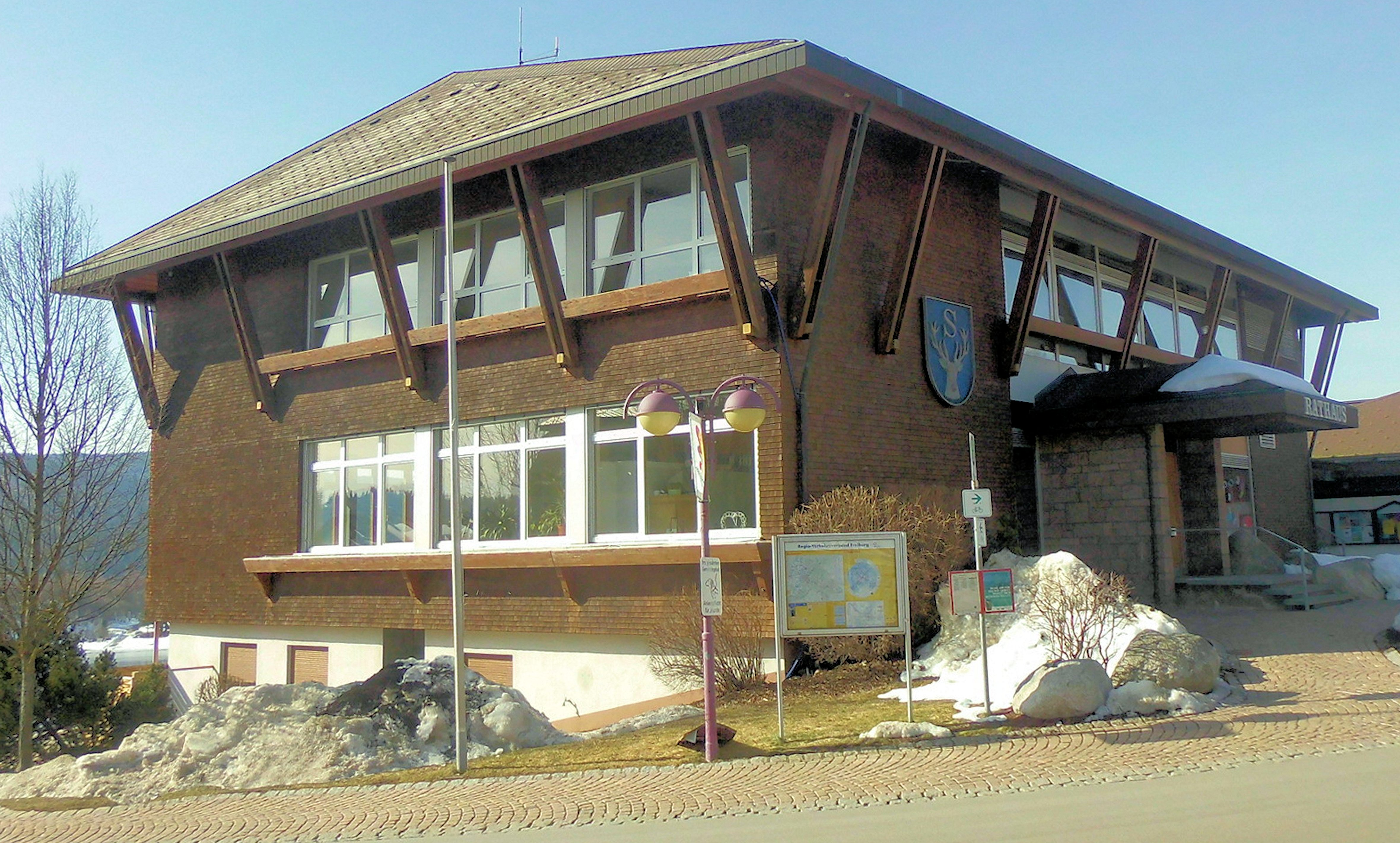
Il municipio